# Кралство Бавария
Кралство Бавария (на немски: Königreich Bayern) е образувано през 1806 г. след издигането на Курфюрство Бавария на кралство с крал Максимилиан I Йозеф, първият баварски крал. Столица е град Мюнхен. Съществува до 1918 г., когато неговият монарх заради ноемврийската революция в Бавария през края на Първата световна война трябва да напусне трона.
След свалянето на баварския крал се създава Баварска съветска република (7 април – 2 май 1919), след това Свободна държава Бавария с министър-президент Курт Айзнер.
Бавария е кралство повече от 100 години, между периода от 18 януари 1806 до 8 ноември 1918 г. Шестте баварски владетели с кралски сан управляват страната като конституционни монарси. Първият баварски крал е Максимилиан I Йозеф, дължащ кралската си власт на съюза си с френския император Наполеон I.

## История
На 18 януари 1806 г. курфюрство Бавария е издигнато в кралство. Курфюрст Максимилиан IV Йозеф става крал Максимилиан I Йозеф. На 12 юли 1806 г. Бавария влиза в Рейнската конфедерация. Наполеон I цели превръщането на Бавария в „трета сила“ между Австрия и Прусия. 
След анексията на множество, дотогава самостоятелни територии в Стара Бавария, Франкония и Швабия възниква държавната територия на кралството. Кралят и най-вече управляващият министър Максимилиан фон Монжела създават основите за модерната държава Бавария по примера на Франция: равнопоставеност пред закона, премахване на данъчните привилегии, реорганизация на администрацията с добре образовани и щатно платени професионални чиновници и въвеждане на религиозна търпимост, необходима заради изповядваното в присъединените територии протестантство. Процесът завършва с приемането на конституцията от 1818 година. 
Вследствие на реформите кралят бива подпомаган от петима министри – на външните работи, вътрешните работи, финансите, правосъдието и вероизповеданията. Страната бива разпределена административно на кръгове, като във всеки кръг има държавни служители. По силата на конституцията от 1818 г. кралят има изпълнителната власт, но тя е ограничена от двукамарен парламент, който има правомощието да гласува бюджета. 
По силата на Парижкия договор от 28 февруари 1810 г. към Бавария се присъединяват Залцбург, Берхтесгаден, Инфиртел, марктграфство Байройт и Регенсбург. Така общата площ на кралството става 96 000 km², а населението – 3 200 000 души. 
При влизането на Бавария в Германската конфедерация през 1815 г. страната връща на Австрия завладените от нея през 1805 и 1809 г. територии. 
Крал Лудвиг I връща в Бавария всички прогонени от Монжела църковни ордени, с изключение на йезуитския. 
През 1830 г., след Френската революция, в Бавария има вълна от брожения и бунтове. Либералите, които са мнозинство в парламента, гласуват намаляване на бюджета за големи строежи, което представлява пряк конфликт с краля. Студентски сдружения обявяват желанието си за германска република. От 1837 до 1847 г. министър-председател е Карл фон Абел. 
В началото на 1848 г. Лудвиг I абдикира в полза на сина си, Максимилиан II. Поради протести на 16 март са въведени реформи като принципа за министерската отговорност, премахване на цензурата, въвеждане на народни съдебни състави и съдебна реформа. На 23 април 1849 г. баварското правителство отказва да признае Обединителната конституция, предвиждаща императорска власт над Пфалц. Фридрих Вилхелм IV отказва да поеме контрола над Пфалц и на 10 май въстанието на Пфалц е потушено с помощ от пруската армия. 
След смяната на краля окончателно е премахната наследствената система в селата, а съдебните и полицейските функции са прехвърлени от аристокрацията на държавата. Цензът за право на гласуване е намален, като по този начин голяма част от баварското население получава право на глас. 
През втората половина на 19 век е премахната феодалната система. Изградени са железопътни линии, като първата е между Нюрнберг и Фюрт. Столицата е свързана с Виена. 
През юни 1865 г. Бавария застава на страната на Австрия в Германо-датската война. На 3 юли австрийската армия претърпява поражение и Бавария е принудена да сключи съюзнически договор с Прусия на Ото фон Бисмарк, посредством който става зависима от Прусия. Във Френско-пруската война Бавария застава на страната на Прусия и на 23 ноември 1870 г. Бавария влиза в Германската империя. По този начин Бавария губи част от суверенитета си, предавайки дипломацията и отбраната в ръцете на империята. Правосъдието, полицията, образованието, вероизповеданията, пряката данъчна система и земеделието остават под баварски контрол. 
По времето на т.нар. културкампф в Бавария не биват приложени репресии, за разлика от останалата част от Германската империя. Министър-председателят Йохан фон Луц организира свалянето от власт на крал Лудвиг II Баварски, изпълнено на 10 юни 1886 г. 
Бавария участва в Първата световна война с 900 000 войници. Крал Лудвиг III цели присъединяване на Елзас-Лотарингия, частта от Пфалц на десния бряг на Рейн и Белгия. По време на войната се развива създаденото през 1913 г. предприятие за производство на самолетни двигатели, което ще бъде преименувано на БМВ. На 19 юли 1917 г. социалдемократическата партия, Централната партия и една от либералните партии гласуват резолюция за примирие в Райхстага. Към края на войната се стига до гладуване на населението. 
На 7 ноември 1918 г. Лудвиг III освобождава държавните служители от клетвата им за вярност и бяга в Австрия. Бавария престава да бъде монархия. 

## Крале на кралство Бавария
- 1806 – 1825, Максимилиан I Йозеф
- 1825 – 1848, Лудвиг I
- 1848 – 1864, Максимилиан II Йозеф
- 1864 – 1886, Лудвиг II
- 1886 – 1913/16, Ото с Принц-регенти, свален 1913
- 1886 – 1912, Луитполд
- 1912 – 1913, Лудвиг
- 1913 – 1918, Лудвиг III, управлява до ноември 1918, живее до 1921 в унгарски екзил